# St. Nikolai (Unterwellenborn)

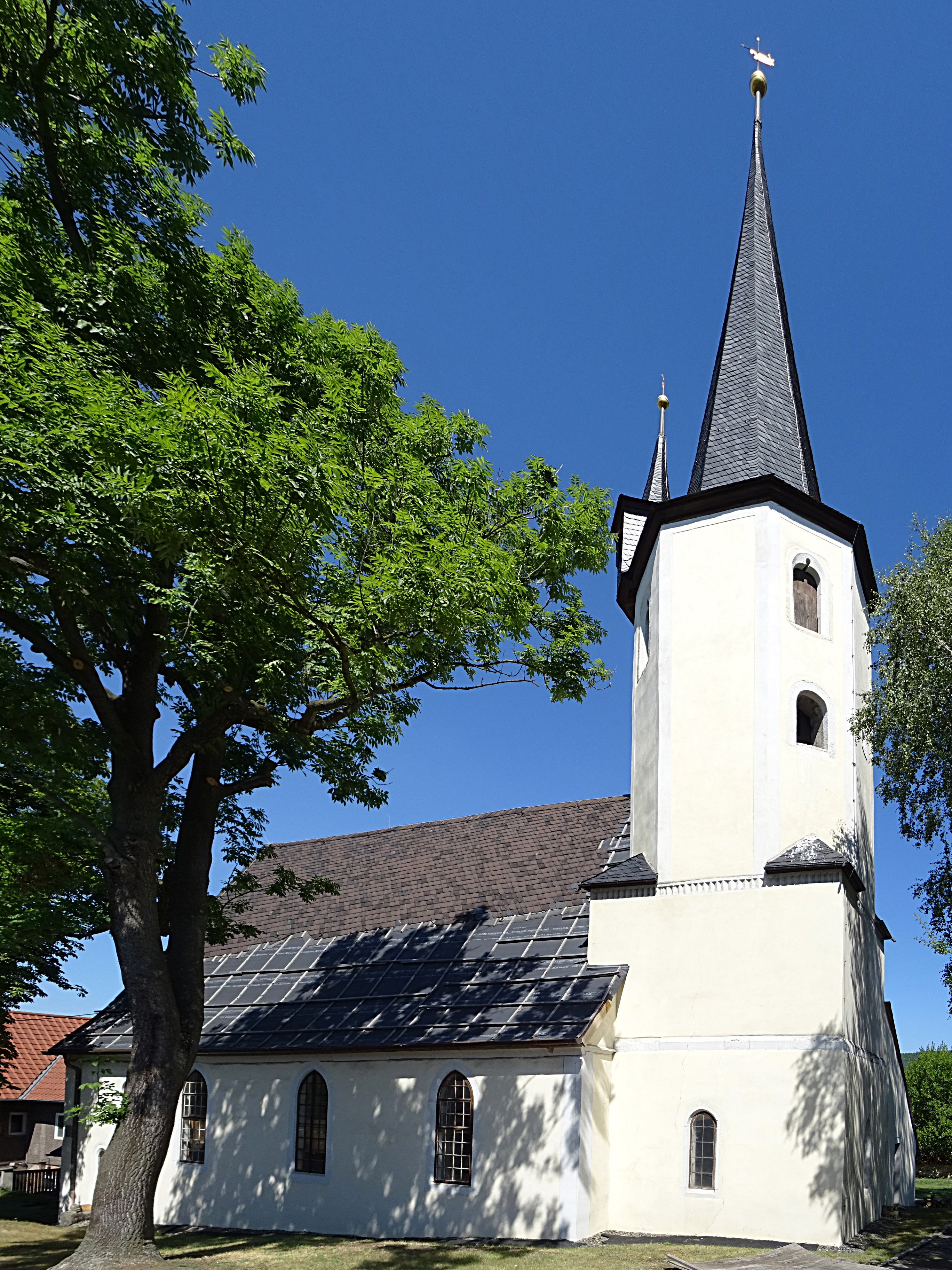
St. Nikolai

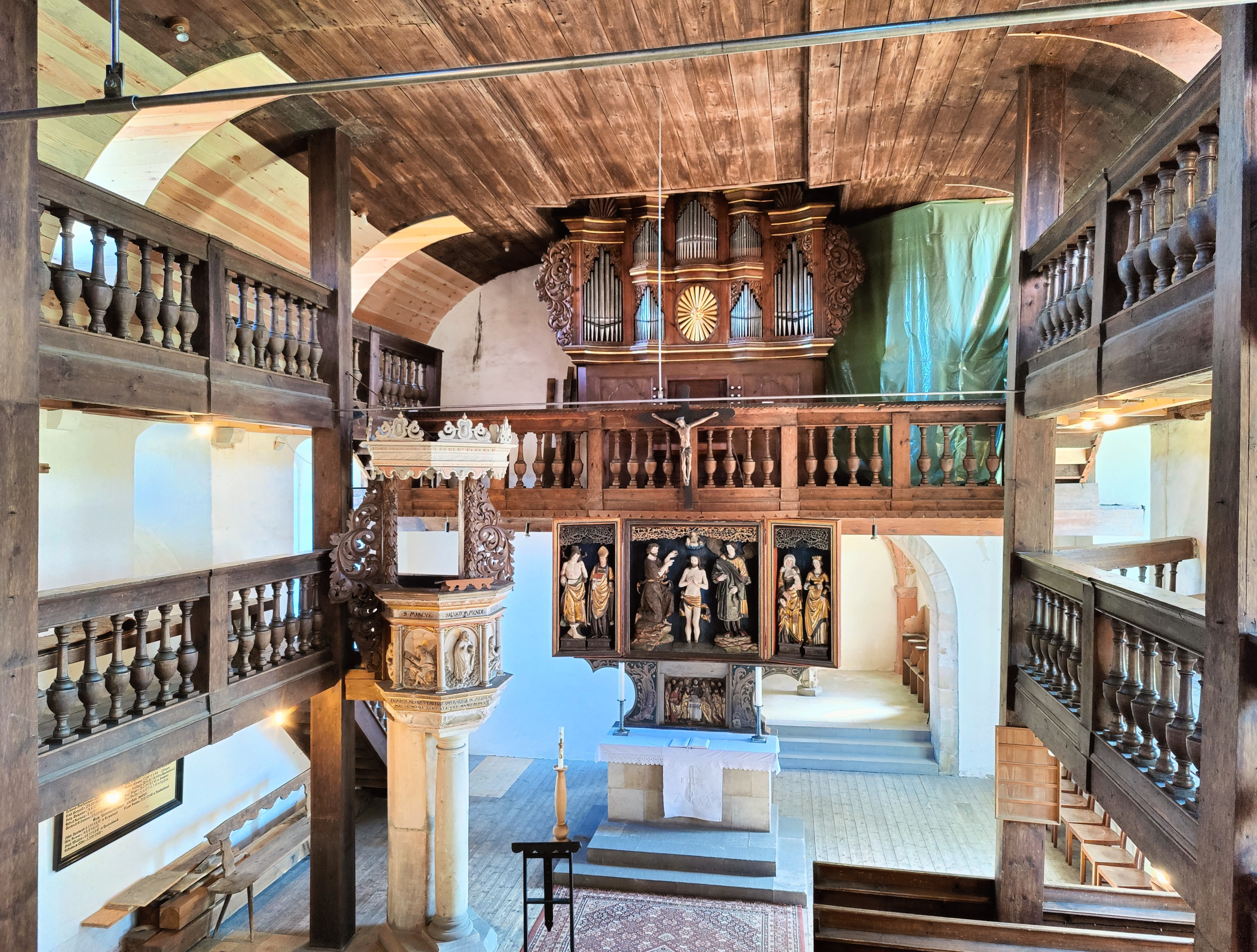
Innenraum (2023)

Die denkmalgeschützte evangelisch-lutherische Kirche St. Nikolai steht in Unterwellenborn, einer Gemeinde im Landkreis Saalfeld-Rudolstadt von Thüringen. Die Kirchengemeinde Unterwellenborn gehört zum Pfarrbereich Saalfeld II (Mitte)-Unterwellenborn im Kirchenkreis Rudolstadt-Saalfeld der Evangelischen Kirche in Mitteldeutschland.

## Baubeschreibung

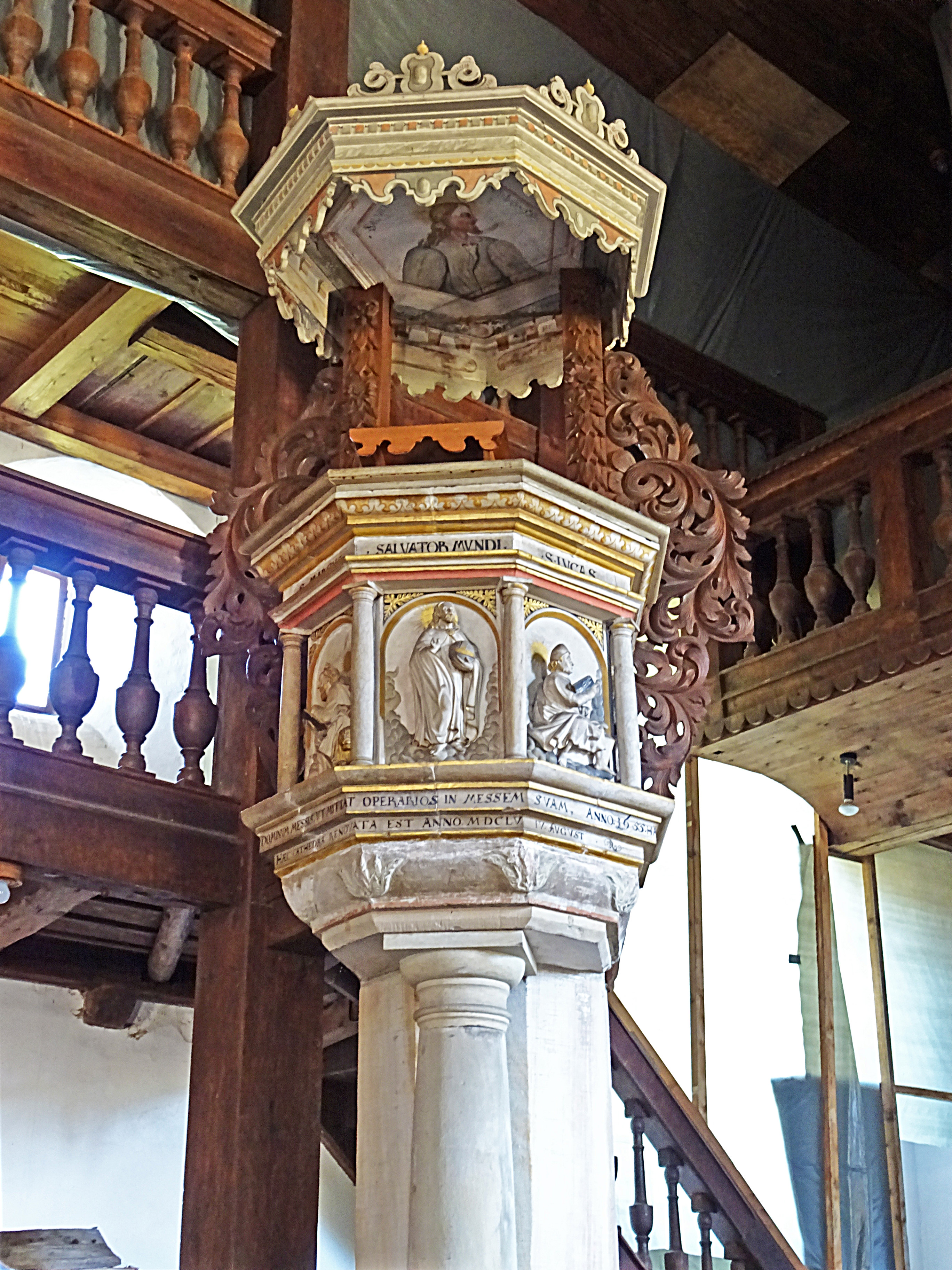
Kanzel

Das Kirchengebäude wurde 1125 erstmals urkundlich genannt. Die romanische Saalkirche mit einem Chorturm und einen eingezogenen rechteckigen Chor wurde im ausgehenden 12. Jahrhundert errichtet. Das heutige Langhaus wurde 1509 unter Verwendung von Teilen des romanischen Baukörpers erneuert und der Turm über dem Chor neu errichtet. 1742 wurde das Langhaus nach Norden verbreitert, sodass der eingezogene Chorturm aus der Mittelachse nach Süden verschobenen ist. Außerdem wurden die Fenster sowie der Helm des Turms verändert. Die Kirchenglocken von 1485 und 1728 sind erhalten geblieben. Im Innenraum wurde die Decke mit einem flachen hölzernen Tonnengewölbe erhöht und zweigeschossige Emporen eingebaut. 1936 wurden bei Renovierungsarbeiten die Malereien im Chor freigelegt. 
An der Nordwand befinden sich zwei Konsolen seitlich des Eingangs mit Gaffköpfen. Neben dem Altar befindet sich der Durchgang zum Chor. Im Chor hat das Gewölbe wulstige Gewölberippen und Kalkseccomalerei aus der 1. Hälfte des 14. Jahrhunderts, das Christus als Weltenrichter sowie Maria und Johannes als Fürbitter zeigt. Die seitlichen Gurtbögen sind ornamental verziert. 
Der Flügelaltar von 1522 hat geschnitzte Figuren aus der Saalfelder Schule. Im Schrein wird die Taufe Jesu im Jordan gezeigt, in den Flügeln links die Heilige Anna und die Heilige Apollonia, rechts der Heilige Sebastian und der Heilige Augustinus. Im geschlossenen Zustand zeigen die Tafelbilder die Christi Himmelfahrt und die Ausgießung des Heiligen Geistes. Die Predella hat ein Relief mit der Darstellung des Abendmahls Jesu. An der Nordempore steht die steinerne Kanzel aus dem 16. Jahrhundert mit Darstellungen der Evangelisten. Das Taufbecken aus Alabaster zeigt die Arche Noah, die Beschneidung des Herrn und die Taufe Christi. 
Über dem Altar befindet sich die Empore für die Orgel. Diese hat 16 Register, verteilt auf zwei Manuale und Pedal. Sie wurde 1744 von Johann Heinrich Scherff gebaut und 1994 von Rösel & Hercher Orgelbau restauriert.